# 純真Always
「純真Always」（じゅんしんオールウェイズ）は、田所あずさの楽曲。結城アイラが作詞、堀江晶太が作曲を手掛けた。田所の3枚目のシングルとして2016年2月10日にLantisから発売された。

## 背景・音楽性
本曲は、テレビアニメ『無彩限のファントム・ワールド』のエンディングテーマとして制作された。田所は同アニメでルル役として出演している。田所の楽曲がアニメの主題歌に起用されるのは本曲が初めてである。明るいロックな曲で、レコーディングの際には音程よりも楽しさや勢いを重視し、ライブのように遠くへ向けて歌ったと明かしている。
2015年12月1日深夜放送の『ミュ〜コミ+プラス』にて初解禁された。
『無彩限のファントム・ワールド』の公式Webラジオ『探偵ファントムスクープ』では自主規制音として使用されており、隠語としても使用され、リスナーにイジられることも少なくはない。

## シングルリリース
2016年2月10日にLantisから発売された。田所のシングルとしては、前作『君との約束を数えよう』から約4ヶ月ぶりのリリースとなる。販売形態はアーティスト盤、アニメ盤の2形態でリリースされた。アーティスト盤のジャケットはカラフルなペンキで彩られた空間で、「自分のやりたいことに素直にいこうよ」というテーマで撮影された。アニメ盤のジャケットにはアニメ『無彩限のファントム・ワールド』で田所が演じているルルの描き下ろしイラストが描かれている。また同日より音楽配信が行われている。

## シングル収録内容

### アーティスト盤
| #         | タイトル       | 作詞       | 作曲      | 編曲      | 時間  |
| --------- | -------------- | ---------- | --------- | --------- | ----- |
| 1.        | 「純真Always」 | 結城アイラ | 堀江晶太  | 堀江晶太  | 4:23  |
| 2.        | 「孤独な惑星」 | 中山真斗   | 中山真斗  | 中山真斗  | 3:51  |
| 3.        | 「Cherish」    | 真崎エリカ | 睦月周平  | 睦月周平  | 5:21  |
| 合計時間: | 合計時間:      | 合計時間:  | 合計時間: | 合計時間: | 13:16 |

### アニメ盤
| #         | タイトル                   | 作詞  | 作曲・編曲 | 時間 |
| --------- | -------------------------- | ----- | ---------- | ---- |
| 1.        | 「純真Always」             |       |            | 4:23 |
| 2.        | 「孤独な惑星」             |       |            | 3:52 |
| 3.        | 「純真Always (Off vocal)」 |       |            | 4:23 |
| 4.        | 「孤独な惑星 (Off vocal)」 |       |            | 3:52 |
| 合計時間: | 合計時間:                  | 16:31 |            |      |